# Torben Klein
Torben Klein (* 9. April 1976 in Würselen) ist ein deutscher Sänger, Bassist und Komponist. Er machte sich als Sänger und Komponist für die Kölner Bands Boore und Räuber einen Namen. Seit 2019 ist er vor allem solo aktiv.

## Leben
Torben Klein begann bereits in seiner Jugend musikalisch aktiv zu sein. Unter anderem war er bereits mit 14 Jahren Sänger einer Coverband. Mit 19 trat er der deutschsprachigen Boygroup Verliebte Jungs bei, die mit Willst du meine Kinder kriegen Sieger der ZDF-Hitparade wurden. Danach war er als Solist aktiv. Zudem arbeitete er mit verschiedenen Künstlern wie Ireen Sheer, Wolfgang Petry, Uwe Hübner und DJ Ötzi zusammen.
2008 trat er der Kölner Traditions-Karneval-Band Boore als Bassist bei, für die er bis 2012 als Sänger aktiv war. Anschließend wechselte er zu den Räubern, wo er sowohl als Bassist als auch als Sänger aktiv war. Für die Band schrieb er unter anderem ihren Hit Für die Iwigkeit. Nachdem er der Band zunächst im September 2018 für die Zeit nach der Karnevalssaison 2019 kündigte, wurde er bereits am 3. Dezember 2018 aus der Band entfernt, die mit Sven West einen neuen Sänger gefunden hatte.
2019 begann er vermehrt unter seinem Namen mit Band aufzutreten. Seine erste Single nach der Trennung von De Räuber wurde dann Fründe für et Levve. Seine Liveband setzt sich aus Christoph Siemons (Gitarre), Christian Besch (Keyboards), Rainer Kind (Schlagzeug) und Amaretto (Bass) zusammen. Am 11. Oktober 2019 erschien sein zweites Soloalbum Allein, das Platz 65 der deutschen Charts erreichte.

## Diskografie

### Solo
Alben
- 2003: Glückstrip (Toi Toi Toi Records)
- 2019: Allein (Spektacolonia)
- 2020: Klein zum Wein (Spectacolonia)

Singles
- 2000: Single sein ist scheiße
- 2001: Ich komm nicht los
- 2001: Alles was ich will bist du
- 2002: Ich bin fertig mit dir
- 2002: Liebe muss sein
- 2002: Liebe First Class
- 2002: Mach mit dir was ich will
- 2007: Ich schenk dir meine Liebe
- 2007: Ein Stern (der über Aachen steht)
- 2007: Wo ich nie war
- 2007: So lachst nur du
- 2019: Fründe für et levve
- 2020: Südstadtmädche (incl. Lääv)
- 2021: Südstadtmädche (Stereoact Remix)
- 2021: Heu in Deinen Haaren
- 2021: Zesamme

### Mit De Räuber
- 2012: Kölle alaaf You
- 2016: Dat es Heimat
- 2017: Welthits op Kölsch – live

### Mit Verliebte Jungs
- 1997: Ich bin solo (Single)
- 1997: Verliebte Jungs (Single)
- 1997: Willst du meine Kinder kriegen? (Single)
- 1998: Ich bin da (Single)